# Désirée Clary
Désirée Clary, nome completo Bernardine Eugénie Désirée Clary (Marsiglia, 8 novembre 1777 – Stoccolma, 17 dicembre 1860), dal 1818, come moglie di Jean-Baptiste Jules Bernadotte, fu regina di Svezia e Norvegia con il nome di Desideria. Apparteneva alla famiglia Clary.

## Biografia

### Infanzia e giovinezza

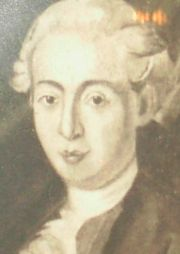
François Clary

Nacque a Marsiglia, figlia di François Clary, ricco produttore e commerciante di sete, e della sua seconda moglie Françoise Rose Somis, figlia del piemontese Giuseppe Ignazio.

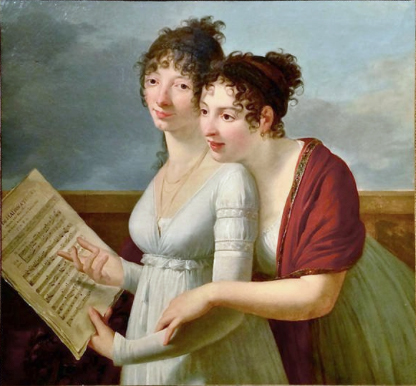
Giulia e Desirée, di Robert Lefèvre

La sorella maggiore, Julie Clary, sposò nel luglio 1794 Giuseppe Bonaparte, fratello maggiore di Napoleone, e in seguito divenne regina di Napoli e di Spagna.

Napoleone Bonaparte a 23 anni

Désirée conobbe Napoleone Bonaparte nel 1794 e i due si fidanzarono il 21 aprile 1795. Il fidanzamento s'interruppe di fatto pochi mesi dopo, poiché Napoleone si trasferì in agosto a Parigi, ove si rese conto che, con le sue ambizioni e la situazione politica del momento, il matrimonio con una "provinciale" non sarebbe stato opportuno.

Una miniatura di Désirée Clary in giovane età

Tra il 1795 e il 1797 Désirée visse a Genova con la madre. Nel 1797 andò a vivere con la sorella Giulia e il cognato Giuseppe, ambasciatore francese, a Roma. Il rapporto con la sorella era sempre molto intenso e profondo. Fu per breve tempo promessa sposa del generale francese Léonard Duphot, che però fu ucciso durante alcuni disordini scoppiati a Roma nel dicembre del 1797, alla vigilia del loro matrimonio.

### Madame Bernadotte

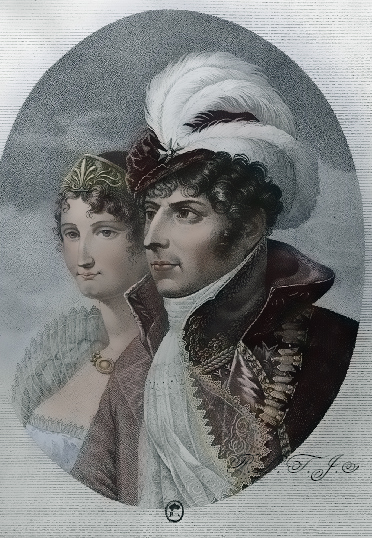
Désirée Clary e il generale francese Jean-Baptiste Jules Bernadotte

Dopo il suo ritorno in Francia, Désirée incontrò il suo futuro marito, il generale francese Jean-Baptiste Jules Bernadotte. Si sposarono a Sceaux il 17 agosto 1798. La coppia ebbe un solo figlio, Oscar, nato nel 1799. Bernadotte era uno dei maggiori generali dell'esercito francese e per questa ragione di solito lontano da Parigi. Désirée aveva un buon rapporto di amicizia sia con la famiglia Bonaparte sia con l'imperatrice Giuseppina e si rifiutò sempre di schierarsi nei conflitti di famiglia. Ebbe un ruolo nella cerimonia d'incoronazione nel 1804, in cui sostenne lo strascico dell'imperatrice e sembra che abbia sostenuto Giuseppina quando le sorelle Bonaparte, che sostenevano anche loro lo strascico, tentarono di farle perdere l'equilibrio. Désirée viveva un'agiata vita sociale a Parigi durante le lunghe assenze del marito, sebbene preferisse un'informale vita familiare a quella della corte imperiale. Dal 1804 al 1805 Bernadotte fu nominato governatore di Hannover. Désirée con il figlio si trasferì ad Amburgo, ma presto ritornò a Parigi. Non era felice lontano dalla capitale francese. Quando il marito fu nominato principe di Pontecorvo nel 1806, Désirée gli chiese preoccupata se sarebbe stato costretto a lasciare Parigi e fu felice quando fu certa che ciò non sarebbe accaduto. Nel 1807, fece visita a Bernadotte a Spandau.

Miniature di Désirée e del marito, di Francesco Quaglia

Désirée non era interessata alla politica, ma le sue buone relazioni fecero di lei una inconsapevole marionetta nelle mani del marito e di Napoleone, i quali la utilizzarono per influenzare diverse personalità.
Nel 1810 suo marito fu nominato erede al trono di Svezia. Désirée inizialmente pensò che questa situazione doveva essere simile alla posizione di principe di Pontecorvo, ma fu dispiaciuta quando scoprì che, a causa delle scelte del marito, doveva lasciare Parigi.

### Principessa ereditaria

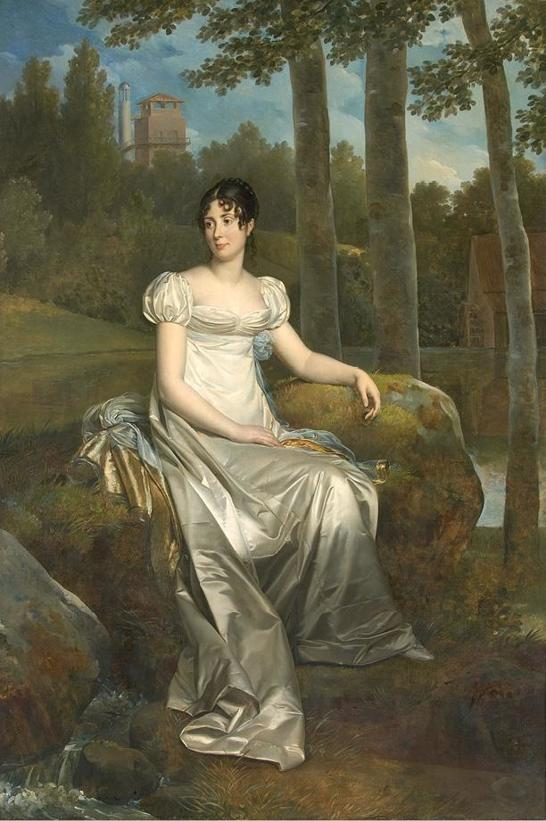
Ritratto di Desirée Bernadotte, di François Gérard, 1808, Palazzo Reale di Stoccolma

Désirée visitò la Svezia per la prima volta nel 1810, ma non riuscì ad adattarsi alle richieste dell'etichetta del cerimoniale di corte. Si diceva che a corte fosse trattata con un certo snobismo, specialmente dalla regina, anche se la regina vedova era gentile con lei. Anche il clima fu uno shock: arrivata durante l'inverno, odiava tanto la neve al punto che pianse. Non aveva mai desiderato diventare regina e non voleva trasferirsi così lontano dalla sua famiglia. La regina la considerava viziata e indegna.

La famiglia Bernadotte ritratta da Fredric Westin nel 1835. Si possono riconoscere Desirée Clary, suo marito, Carlo XIV-III di Svezia e Norvegia, suo figlio, Oscar I di Svezia e di Norvegia, sua nuora, Giuseppina di Leuchtenberg e i suoi nipoti, Oscar II di Svezia e Norvegia, Carlo XV di Svezia e Norvegia, Augusto di Svezia, Gustavo di Svezia ed Eugenia di Svezia

Lasciò la Svezia nel 1811 sotto il nome di "Contessa di Gotland", ufficialmente per motivi di salute, e ritornò a Parigi. Vi rimase per dodici anni, lasciando in Svezia il marito e il figlio. Lei stessa disse che la nobiltà svedese l'aveva trattata come se fossero di ghiaccio: "Non parlare con me di Stoccolma, ho un raffreddore non appena sento la parola". Soggiornò in incognito a Parigi, evitando in tal modo la politica durante il difficile periodo in cui la Svezia era in guerra con la Francia. Comunque la sua abitazione in Rue d'Anjou era sorvegliata dalla polizia ed anche le sue lettere venivano lette. Quando Napoleone fu sconfitto nel 1814, la sua casa divenne un rifugio per la sorella Giulia. Bernadotte la incontrò a Parigi, ma ritornò in Svezia senza di lei. Era ridicolizzata dalla corte di Luigi XVIII come un'arrivista e aveva una propria piccola corte dove dava ricevimenti. Nel 1816 progettò di ritornare in Svezia, ma desiderava portare con sé la sorella Giulia; il marito pensò che non fosse una saggia decisione, dato che Giulia era un membro della famiglia Bonaparte.
Nel 1817 il marito di Désirée assunse il conte di Montrichard come domestico per la sua casa di Parigi, ma in realtà come spia per sorvegliare la moglie.

### Regina di Svezia e Norvegia

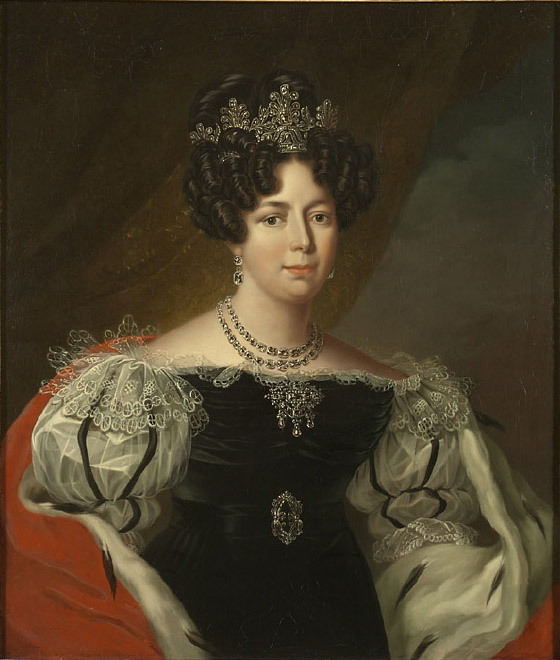
Desideria, regina di Svezia e Norvegia, di Fredric Westin

Nel 1818 suo marito diventò re di Svezia, ma lei rimase ancora a Parigi, ufficialmente per motivi di salute. Il marito, una volta in Svezia, ebbe come amante la nobildonna Mariana Koskull. Désirée dava ricevimenti a Parigi come regina di Svezia i giovedì e le domeniche, anche se continuava a usare il titolo di contessa. S'innamorò del primo ministro francese, il Duca di Richelieu, e lo seguì nei suoi viaggi fino alla sua morte nel 1822. Nel 1822 incontrò suo figlio Oscar ad Aquisgrana.

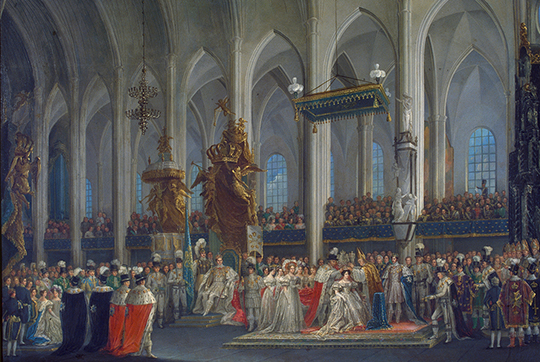
La cerimonia di incoronazione nel 1829

Nel 1823 Désirée tornò in Svezia con la promessa sposa di suo figlio, Giuseppina di Leuchtenberg. Il 21 agosto 1829 venne incoronata regina su sua richiesta. Parlò anche di una incoronazione in Norvegia, ma i norvegesi lo considerarono impossibile a causa della sua religione. Infatti, nonostante non fosse religiosa, fu spinta a partecipare alla messa cattolica e alla confessione da sua nuora.

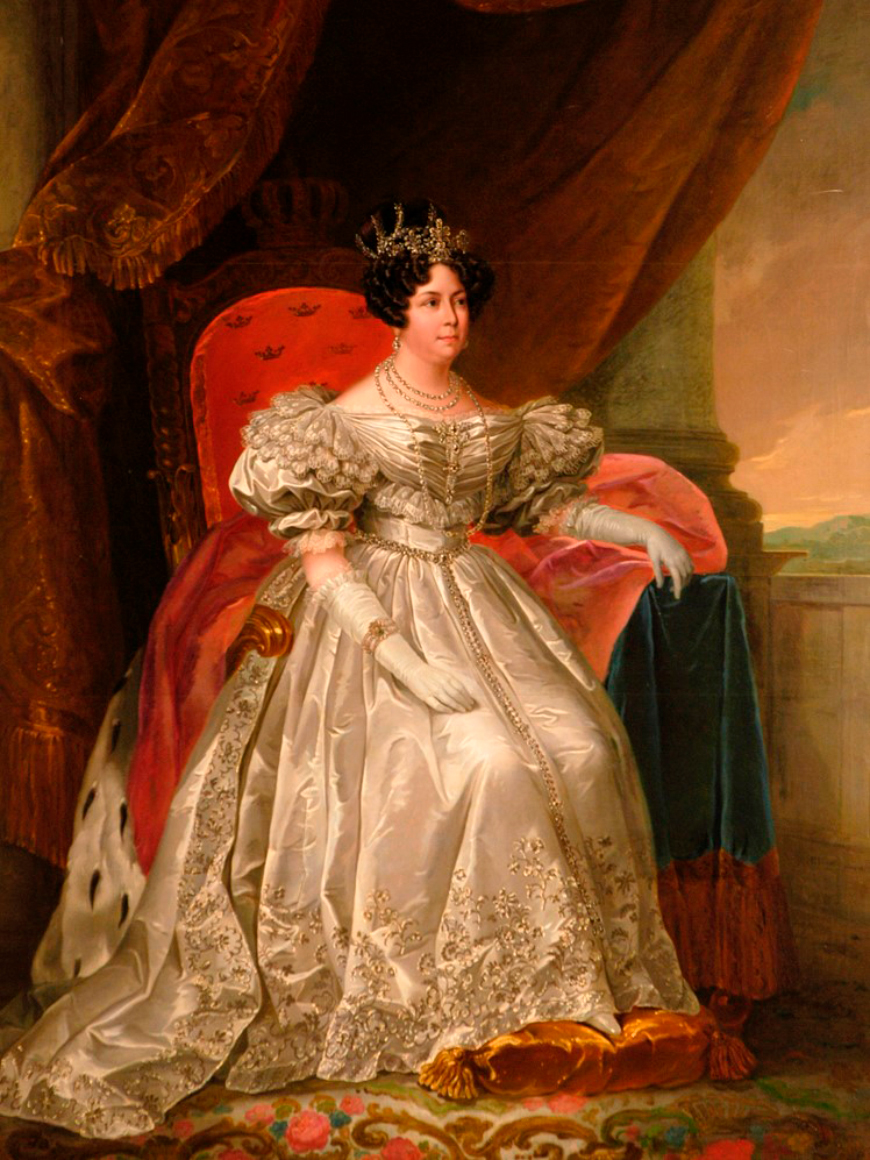
La regina Desideria

Era la prima cittadina comune a diventare regina da quando lo era diventata Karin Månsdotter nel 1568. Nel decennio 1830 fece del suo meglio per essere attiva come regina, un ruolo che non aveva mai voluto sostenere. Questo venne descritto come un periodo di balli e feste, il più intenso che fosse stato visto presso la corte svedese fin dai tempi del re Gustavo III. Tuttavia Désirée ben presto si stancò del suo status regale, desiderando tornare in Francia, ma il marito non glielo permise.

Moneta raffigurante Desirée

Non vi è nulla che indichi che lei abbia mai avuto alcuna influenza politica. Trascorreva le sue estati al castello di Drottningholm o al castello di Rosersberg e spesso visitava anche le terme svedesi, come ad esempio quelle di Ramlösa. Visitò la Norvegia un paio di volte, la prima nel 1825. La corte era sbalordita dal suo atteggiamento informale. Ogni mattina faceva visita a suo marito in camicia da notte, atteggiamento scioccante per lui, a quel tempo solito discutere con i membri del Consiglio di Stato nei propri appartamenti. Altrimenti s'incontravano solo in occasioni formali: poiché era sempre in ritardo a cena, lui smise di pranzare con lei dopo il 1826 e preferì pranzare da solo. Non era raro, tra l'altro, che i nobili della corte si sedessero da soli a tavola, senza la coppia reale. Desideria andava a letto tardi e si svegliava tardi.

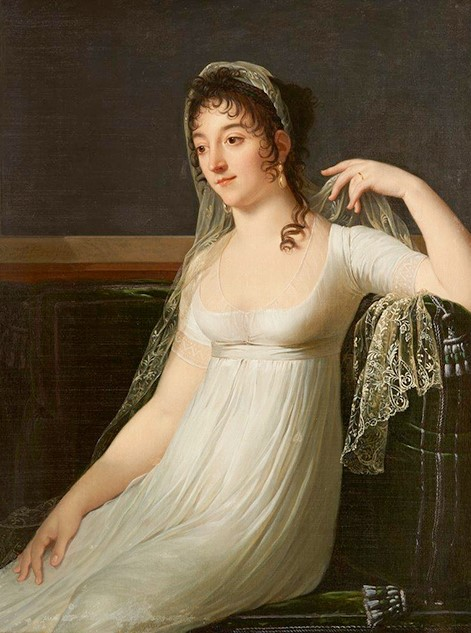
La regina di Svezia e Norvegia Desirée, di Robert Lefèvre

Non diventò mai popolare presso la corte reale, non riuscì mai a parlare lo svedese e molti sono gli aneddoti sui suoi tentativi d'imparare la lingua. Mantenne il suo entourage personale francese: sua nipote, la contessa Marcelle Tascher de la Pagerie, era la sua dama di compagnia. Tra le altre sue dame vi furono le norvegesi Kathinka Falbe e Jana Falbe; a causa delle abitudini eccentriche di Désirée, queste erano conosciute come "Strapatsfröknarna", cioè "Signorine Calamità".

### Vedovanza e morte

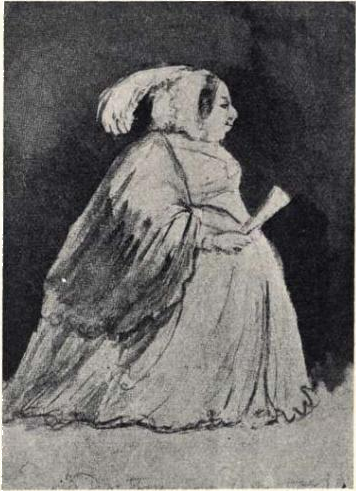
Una caricatura di Desideria, di Fritz von Dardel

Nel 1844 suo marito morì. Nel 1853 Desirée avrebbe voluto fare ritorno a Parigi, ma la sua paura per i viaggi in mare non glielo permise. La vedovanza la rese ancora più eccentrica. Andava a letto la mattina, si alzava la sera, faceva colazione di notte, guidava una carrozza nelle strade o nel cortile e vagava nei corridoi del castello con una candela.

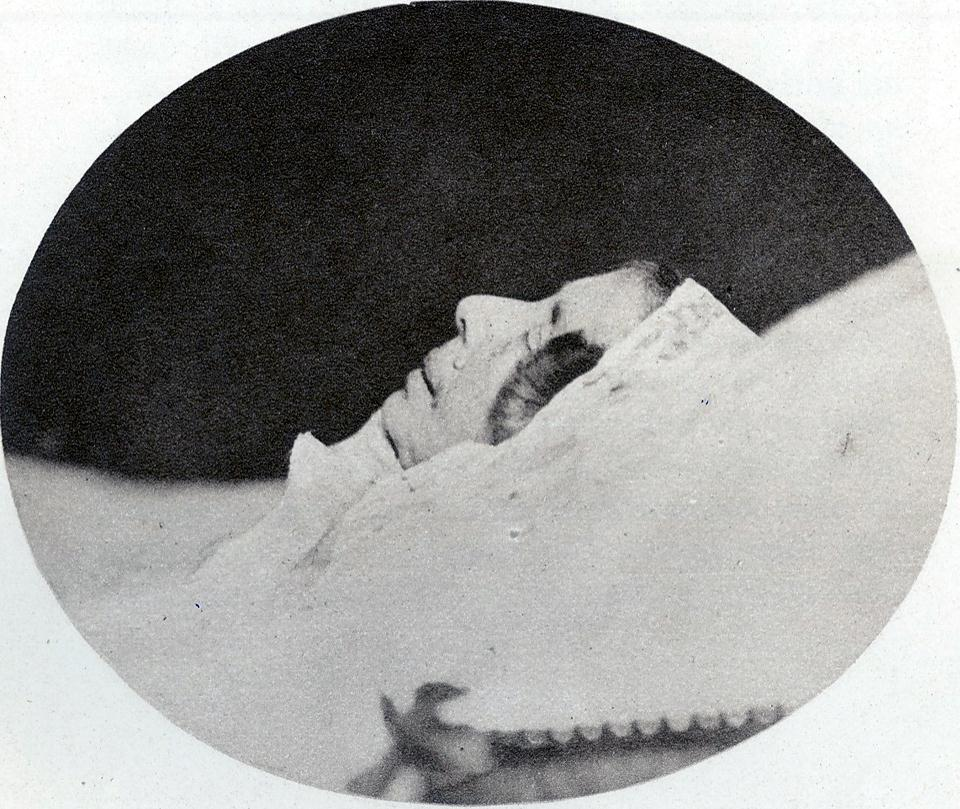
La regina sul letto di morte

Un aneddoto racconta che nel 1843 una guardia reale vide la regina tutta vestita sul balcone del palazzo nel cuore della notte. Quando tornò a casa da sua moglie, le disse che era pigra in confronto alla regina, che era già alzata ore prima dell'alba. Lui pensava che la regina Désirée si fosse alzata prima di chiunque altro in città, ma, in realtà, lei non era ancora andata a letto e si sarebbe svegliata alle 3 o 4 del pomeriggio.
Si divertiva a fare visite a sorpresa e qualche volta portava i bambini di strada al palazzo per dar loro qualche dolcetto; non era in grado di sostenere alcuna conversazione in svedese, ma sapeva dire "Kom, kom!", che significa "Venite, venite!".

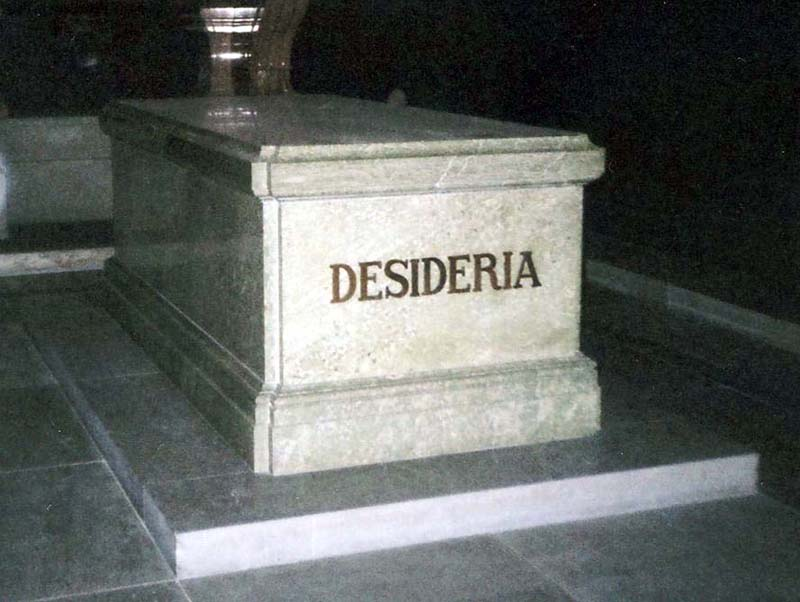
Sepolcro della regina Desideria nella chiesa di Riddarholmen

Ci sono altre storie di gente svegliata da lei quando scarrozzava per le strade di notte; ogni tanto fermava la carrozza per riposarsi un momento, per poi riprendere per la sua strada. A volte girava intorno al palazzo: quest'abitudine era chiamata Kring Kring, una delle poche locuzioni svedesi che imparò, che significa "intorno e intorno". Nell'ultimo giorno di vita arrivò nel posto a lei riservato alla Royal Swedish Opera quando lo spettacolo era finito. Désirée morì a Stoccolma il 17 dicembre 1860 e venne sepolta nella chiesa di Riddarholmen.

## Albero genealogico
|                           |                  |                     | Genitori                    |  |  | Nonni |  |  | Bisnonni      |  |  | Trisnonni     |  |
|                           |                  |                     |                             |  |  |       |  |  | Jacques Clary |  |  | Antoine Clary |  |
|                           |                  |                     |                             |  |  |       |  |  | Jacques Clary |  |  | Antoine Clary |  |
|                           |                  | Marguerite Canolle  |                             |  |  |       |  |  | Jacques Clary |  |  |               |  |
| Joseph Clary              |                  |                     |                             |  |  |       |  |  | Jacques Clary |  |  |               |  |
|                           |                  | Catherine Barosse   | Angelin Barosse             |  |  |       |  |  |               |  |  |               |  |
|                           |                  | Catherine Barosse   | Angelin Barosse             |  |  |       |  |  |               |  |  |               |  |
|                           |                  | Catherine Barosse   | Jeanne Pélissière           |  |  |       |  |  |               |  |  |               |  |
| François Clary            |                  | Catherine Barosse   |                             |  |  |       |  |  |               |  |  |               |  |
|                           |                  | François Ammoric    | David Ammoric               |  |  |       |  |  |               |  |  |               |  |
|                           |                  | François Ammoric    | David Ammoric               |  |  |       |  |  |               |  |  |               |  |
|                           |                  | François Ammoric    | Magdalene Chabrande         |  |  |       |  |  |               |  |  |               |  |
| Françoise Agnès Ammoric   |                  | François Ammoric    |                             |  |  |       |  |  |               |  |  |               |  |
|                           |                  | Jeanne Boisson      | Maurice Boisson             |  |  |       |  |  |               |  |  |               |  |
|                           |                  | Jeanne Boisson      | Maurice Boisson             |  |  |       |  |  |               |  |  |               |  |
|                           |                  | Jeanne Boisson      | Gabrielle Bouquette         |  |  |       |  |  |               |  |  |               |  |
| Desideria di Svezia       |                  | Jeanne Boisson      |                             |  |  |       |  |  |               |  |  |               |  |
|                           | Jean Louis Somis | François Somis      |                             |  |  |       |  |  |               |  |  |               |  |
|                           | Jean Louis Somis | François Somis      |                             |  |  |       |  |  |               |  |  |               |  |
|                           | Jean Louis Somis | Françoise Chiosio   |                             |  |  |       |  |  |               |  |  |               |  |
| Joseph Ignace Somis       | Jean Louis Somis |                     |                             |  |  |       |  |  |               |  |  |               |  |
|                           |                  | Françoise Bouchard  | Antoine Christophe Bouchard |  |  |       |  |  |               |  |  |               |  |
|                           |                  | Françoise Bouchard  | Antoine Christophe Bouchard |  |  |       |  |  |               |  |  |               |  |
|                           |                  | Françoise Bouchard  | Catherine Martel            |  |  |       |  |  |               |  |  |               |  |
| Françoise Rose Somis      |                  | Françoise Bouchard  |                             |  |  |       |  |  |               |  |  |               |  |
|                           |                  | François Soucheiron | Louis Soucheiron            |  |  |       |  |  |               |  |  |               |  |
|                           |                  | François Soucheiron | Louis Soucheiron            |  |  |       |  |  |               |  |  |               |  |
|                           |                  | François Soucheiron | Claire Tolode               |  |  |       |  |  |               |  |  |               |  |
| Catherine Rose Soucheiron |                  | François Soucheiron |                             |  |  |       |  |  |               |  |  |               |  |
|                           |                  | Anne Cautier        | César Cautier               |  |  |       |  |  |               |  |  |               |  |
|                           |                  | Anne Cautier        | César Cautier               |  |  |       |  |  |               |  |  |               |  |
|                           |                  | Anne Cautier        | Thérèse Amauric             |  |  |       |  |  |               |  |  |               |  |
|                           |                  | Anne Cautier        |                             |  |  |       |  |  |               |  |  |               |  |

## Cinema e televisione
Désirée Clary è stata la protagonista di due film:
- Le Destin fabuleux de Désirée Clary (1942) con Gaby Morlay e Jean-Louis Barrault.
- Désirée (1954), con Jean Simmons, Marlon Brando e Merle Oberon.

È stata inoltre portata sugli schermi TV nella miniserie Napoleon and Love del 1978, interpretata dall'attrice Karen Dotrice.